# 赫爾達縣
赫爾達縣是印度的一個縣，位於該國中部，由中央邦負責管轄，面積2,644平方公里，識字率為74.04%，人口在2001至2011年期間增長20.21%，2011年人口570,302，人口密度每平方公里216人。

## 外部連結
- （页面存档备份，存于） list of places in Harda

22°20′24″N 77°05′24″E / 22.34000°N 77.09000°E